# Hydro-Québec International
Hydro-Québec International (HQI) est une filiale à part entière d’Hydro-Québec, avec son siège social basé à Montréal. Elle a été officiellement enregistrée le 18 octobre 1978 pour exporter le savoir-faire d’Hydro-Québec, soit l’expertise que l’entreprise a acquise en production, en transport, et en distribution d’électricité. Entre 1996 et 2005, l'entreprise s'est aussi engagée dans une série d'investissements dans des infrastructures de production, de transport et de distribution d'énergie en Amérique, en Afrique, en Asie et en Australie.

## Historique

### Période 1978-1995: exporter l'expertise de l'entreprise
Son premier président-directeur général est l’ingénieur Guy Monty (1979-1983).
De 1979 à 2005, HQI réalise environ 400 projets dans environ 80 pays, principalement en Afrique francophone, mais aussi ailleurs sur ce continent, ainsi qu’en Amérique latine et en Asie, et en Chine notamment qui réalise le projet hydroélectrique des Trois Gorges (22 000 MW) et qui fait parfois appel à son expertise.

### Période 1996-2006: investissements à l'étranger
Au milieu des années 1990, la direction d’Hydro-Québec, sous la présidence de André Caillé, confie à HQI un mandat d’investissement dans la construction ou l’acquisition d’actifs de production et de transport à l’étranger.
Entre 1996 et 2006, HQI réalise ainsi des investissements aux États-Unis, en Afrique, en Amérique latine et en Asie (Chine), en Océanie.
En 2005, la direction d’Hydro-Québec, sous la présidence de Thierry Vandal, décide de vendre les actifs étrangers pour se concentrer uniquement sur ses projets au Québec et les exportations aux États-Unis, orientation confirmée dans son Plan stratégique 2006-2010. HQI cesse aussi ses activités de ventes d'expertise.
La vente de ces actifs internationaux permet à Hydro-Québec de générer un gain de 917 M$, dont la part la plus importante revient à la vente de son projet de transport au Chili, avec un profit sur la vente de 813 millions.

### Depuis 2006
Après une interruption de quelque 10 ans (2005-2015) de toutes activités commerciales à l'étranger, l’arrivée d'Éric Martel à la tête d'Hydro-Québec, en 2015, annonce une réorientation de l'entreprise. Dans un discours prononcé à la Chambre de commerce du Montréal métropolitain en février 2016, le nouveau PDG dévoile ses ambitions internationales, qui passent par l'augmentation des exportations d'électricité vers les marchés voisins, la commercialisation des innovations de son institut de recherche et l'acquisition de participation dans des infrastructures électriques. « Nous ne pourrons pas verser un dividende important en ne restant qu'au Québec », précise-t-il.
Le 30 juin 2015, le Gouvernement du Québec, actionnaire d'Hydro-Québec, adopte le décret 579-2015 concernant la forme, la teneur et la périodicité du plan stratégique d’Hydro-Québec, et l'article 7.b indique la volonté de l'actionnaire à ce que Hydro-Québec considère des prises de participation dans des infrastructures électriques.
En juin 2016, le Plan stratégique 2016-2020 d'Hydro-Québec officialise l'intention de l'entreprise de faire des acquisitions ou de prendre des participations hors Québec.
Toutefois, entre 2016 et 2020, aucune transaction ne sera réalisée, bien que le nom d'Hydro-Québec ait été mentionné à plusieurs reprises dans les médias internationaux. Par exemple, en juillet 2016, Hydro-Québec est sur les rangs pour faire l'acquisition d'un intérêt de 50% dans RTE, l'opérateur du réseau de transport d'électricité français. Électricité de France (EDF) porte finalement son choix sur la Caisse des dépôts et consignations. En novembre de la même année, Éric Martel signe néanmoins une entente de « coopération stratégique » avec RTE dans le but de faire l'acquisition de réseaux d'électricité et de commercialiser « des outils et services innovants ».
En décembre 2017, le président du Mexique, Andrés Manuel López Obrador a rencontré des représentants de l'entreprise pour discuter d'un projet de réhabilitation de 60 centrales hydroélectriques mexicaines en vue d'en doubler la production dans le cadre d'une co-entreprise.
En 2018 et 2019, on évoque le nom d'Hydro-Québec, avec les Suédois de Vattenfall, les Norvégiens de Statkraft, les Italiens d'Enel, des entreprises chinoises et françaises comme Direct Énergie, rachetée par Total et Engie, qui possède les ouvrages de la Compagnie nationale du Rhône, comme possiblement intéressées à obtenir le droit d'opérer certains barrages propriété de l'État français, dont les mandats des concessionnaires doit arriver à échéance au cours des prochaines années,. À titre de plus important exploitant, EDF est particulièrement visée par cette « privatisation des barrages », puisque la concession de 150 de ses 433 barrages doit venir à échéance d'ici 2025.
En février 2020, Hydro-Québec annonce son entrée dans une alliance avec la firme Innergex, avec un placement privé de 661 M$ et un engagement de 500 M$ pour investir dans des projets d'énergie renouvelable partout dans le monde.
Puis, à la suite de l’arrivée de Sophie Brochu à la présidence en avril 2020, et de la pandémie de la COVID-19, Hydro-Québec dit abandonner ses activités internationales menées par elle-même pour se concentrer sur le Québec et les marchés d’exportation. Les raisons citées pour expliquer cette décision sont la compétition des fonds de pension, la présence d’investisseurs chinois, la gestion prudente des risques liés à ces investissements de la part d’Hydro-Québec. L'alliance avec Innergex est toutefois maintenue.

## Portefeuille d'investissements d'HQI (1996-2006)

### Australie
Participation dans la coentreprise DirectLink (UJV), créée avec North Power et le Fonds de solidarité FTQ : construction et exploitation d’une interconnexion souterraine de 180 MW à courant continu, d’une longueur de 65 km, entre les réseaux des États de la Nouvelle-Galles du Sud et du Queensland; et participation dans la société en nom collectif MurrayLink Transmission General Partnership, créée avec SNC-Lavalin : construction et exploitation d’une interconnexion souterraine de 220 MW à courant continu, d’une longueur de 180 km, entre les réseaux des États de Victoria et d’Australie-Méridionale.

### Chine
Participation de 20% dans les exploitants de centrales Meiya Power Company et de Hunan C.C. Power Ltd.

### Chili
HQI Transelec Chile S.A. : acquisition et exploitation de Transelec, la société nationale chilienne de transport d’électricité et extension de son réseau (environ 10 000 km).

### Costa Rica
Participation dans Hidroeléctrica Río Lajas S.A. : construction d’une centrale de 10 MW en partenariat avec la Corporación Superior.

### États-Unis
Participation dans la Cross Sound Cable Company, LLC : construction d’une ligne sous-marine de 330 MW à courant continu, d’une longueur de 40 km, entre le Connecticut et Long Island, dans l’État de New York,.

### Panama
Participation dans la Empresa de Generación Eléctrica Fortuna S.A. : exploitation de l’aménagement hydroélectrique de Fortuna (300 MW), le plus important du pays à l’époque.

### Pérou
Participation dans le Consorcio TransMantaro S.A. : construction, en partenariat avec le groupe Graña y Montero, de la ligne de transport à 200 kV Mantaro-Socabaya, une interconnexion de 600 km entre le nord et le sud du Pérou, puis exploitation de cette ligne.

### Sénégal
Participation de 34% dans le capital de la SENELEC, la société sénégalaise d’électricité, en partenariat avec la société française Elyo, filiale du Groupe Suez Lyonnaise des Eaux. Les deux partenaires se retirent en 2000.